# Puffy's Saga
Puffy's Saga is een computerspel dat werd ontwikkeld en uitgegeven door Ubisoft. Het spel kwam in 1989 uit voor een aantal homecomputers. Het spel is een doolhofspel. De speler moet de weg naar buiten zien te vinden. Onderweg kunnen sleutels opgepakt worden en hiermee deuren geopend worden. Het spel omvat 20 levels. Het speelveld wordt van bovenaf weergegeven. Onderweg kan de speler een kaart, fakkel, onsterfelijkheid en teleporting vinden als bonus.

## Platforms
| Jaar | Platform                                       |
| ---- | ---------------------------------------------- |
| 1989 | Amiga, Amstrad CPC, Atari ST, DOS, ZX Spectrum |
| 1990 | Commodore 64                                   |

## Ontvangst
| Beoordeeld door  | Platform     | Datum         | Score |
| ---------------- | ------------ | ------------- | ----- |
| Power Play       | Amiga        | januari 1990  | 61%   |
| 64'er            | Commodore 64 | oktober 1990  | 60%   |
| Commodore Format | Commodore 64 | oktober 1990  | 59%   |
| Génération 4     | Atari ST     | december 1988 | 39%   |
| Power Play       | Atari ST     | januari 1989  | 0%    |